# Nicola Gavazzi
Pour les articles homonymes, voir Gavazzi.
Nicola Gavazzi (né le 21 mars 1978 à Iseo,) est un coureur cycliste italien, actif dans les années 1990 et 2000.

## Biographie
Nicolas Gavazzi est originaire d'Iseo, une commune située en Lombardie. Il est le fils de Pierino Gavazzi, cycliste professionnel de 1973 à 1992. Son petit frère Mattia pratique lui aussi ce sport en compétition. 
En 1996, il prend la huitième place du championnat du monde sur route juniors (moins de 19 ans) . Il court ensuite durant plusieurs saisons au sein du club Resine Ragnoli, dirigé par son père Pierino. Bon sprinteur, il se distingue lors de la saison 2000 en devenant champion d'Italie sur route espoirs. Il s'impose également sur une étape du Grand Prix Guillaume Tell, une course de niveau international.
Après un stage infructueux chez Mercatone Uno, il passe finalement professionnel en 2001 au sein de l'équipe Saeco. Sous ses nouvelles couleurs, il obtient son meilleur résultat au mois de mars avec une quatrième place sur la dernière étape de la Semaine catalane. Deux ans plus tard, il remporte une étape du Regio-Tour, sa première et seule victoire chez les professionnels. Il se classe par ailleurs deuxième d'une étape de l'Uniqa Classic et troisième d'une étape du Tour de Bavière. 
Il met un terme à sa carrière à l'issue de la saison 2004. 

## Palmarès

### Palmarès amateur
- 1996
  - 8e du championnat du monde sur route juniors
- 1998
  - 2e du Trofeo Papà Cervi
  - 2e du Trofeo SC Marcallo con Casone
- 1999
  - Circuito Molinese
  - 3e de la Medaglia d'Oro Sportivi La Rizza
- 2000
  -  Champion d'Italie sur route espoirs
  - Coppa Caduti Buscatesi
  - 4e étape du Grand Prix Guillaume Tell
  - 3e de Milan-Busseto
  - 3e du Grand Prix Industrie del Marmo

### Palmarès professionnel
- 2003
  - 3e étape du Regio-Tour

### Résultats sur les grands tours

#### Tour d'Espagne
1 participation
- 2003 : abandon (3e étape)